# Budapest műemlékeinek listája
Budapest műemlékeinek listája átfogóan mutatja be a főváros kulturális örökségét, a minősített épületeit és helyszíneit kerületenként és további más szempontok alapján.

## Budapesti műemlékek listái kerületenként
- I. kerület
- II. kerület
- III. kerület
- IV. kerület
- V. kerület
- VI. kerület
- VII. kerület
- VIII. kerület
- IX. kerület
- X. kerület
- XI. kerület
- XII. kerület
- XIII. kerület
- XIV. kerület
- XV. kerület
- XVI. kerület
- XVII. kerület
- XVIII. kerület
- XIX. kerület
- XX. kerület
- XXI. kerület
- XXII. kerület
- XXIII. kerület

## ABudapestentalálható nevezetesebb műemlékek

### Templomok, vallási épületek
- Alkantarai Szent Péter ferences templom (V. ker)
- Árpád-házi Szent Erzsébet-plébániatemplom (VII. ker.)
- Belvárosi plébániatemplom (V. ker.)
- Budavári evangélikus templom (I. ker.)
- Deák téri evangélikus templom (V. ker.)
- Dohány utcai zsinagóga (VII. ker.)
- Kálvin téri református templom (IX. ker.)
- Krisztinavárosi Havas Boldogasszony plébániatemplom (I. ker.)
- Mária Magdolna-templom maradványai (I. Kapisztrán tér 6.) 15043
- Mátyás-templom (I. ker.) 15850
- Magyarok Nagyasszonya-sziklatemplom (Gellért-hegy XI. ker.)
- Szent István-bazilika (V. ker.)
- Rumbach utcai zsinagóga (VII. ker.)

### Paloták, középületek
- Budavári Palota (I. ker.) 15848
- Gresham-palota (V. ker. Roosevelt tér 5-6) 15439
- Iparművészeti Múzeum (IX. ker.)
- Központi Vásárcsarnok (IX. ker. Vámház krt. 1-3.) 15657
- Krisztina Téri Iskola (I. ker.)
- Liszt Ferenc Zeneművészeti Egyetem (VI. ker.) 15521
- Magyar Állami Operaház (VI. ker.)
- Magyar Nemzeti Múzeum (VIII. ker. Múzeum krt. 14-16.) 15648
- Magyar Tudományos Akadémia (V. ker. Roosevelt tér 9.)  15440
- Műcsarnok (XIV. ker. Hősök tere) 15765
- Országház (V. ker. Kossuth Lajos tér 1-3.) 15375
- Pesti megyeháza (V. ker. Városház u. 7.) 15486
- Régi budai városháza (I. ker. Szentháromság tér 2.) 15852
- Szépművészeti Múzeum (XIV. ker. Hősök tere) 15764
- Sándor-palota (I. ker.) 15849
- Tündérpalota (VIII. Könyves Kálmán krt. 40.)
- Várkert Bazár
- Városháza (V. Városház u. 9-11.) 15487
- Wenckheim-palota (VIII. ker.)

### Romok
- A budai Alsóváros védőfalának részlete     Budapest V. Margit krt 66 15196
- A kánai bencés kolostor maradványai     Budapest XI. hrsz 147, 148    15 697
- A Lukács Fürdő Népgőzfürdője     Budapest II. Grankel Leó 48 16196
- Árpád-kori templom, temető és korabeli falu maradványa     Budapest XI. Kőérberki út Hrsz 314 16095
- Az óbudai királynői vár maradványai     Budapest III. Kálvin János köz 2-4 15226
- Budaszentlőrinci pálos kolostor és templom romjai     Budapest 2 Budakeszi 91-93-95 15171
- Contra Aquincum maradványai     Budapest V. Március 15 tér 15395
- Domonkos apácák templomának és kolostorának romjai     Budapest XIII. Margitsziget Hrsz: 23800/3
- Domonkos kolostor és templomtorony maradványa     Budapest I.  Hess András tér 2 15037
- Falmaradványok     Budapest I. Úri u 41, Dárda u 3. 15087
- Ferences templom és kolostor romjai     Budapest XIII.  Margitsziget Hrsz: 23800/5 15745
- Középkori épületmaradvány     Budapest I. Fő u 16 15159
- Középkori épületmaradványok     Budapest 1 Fortuna u 18 15030
- Középkori romok     Budapest I. Tabáni park Hrsz:6148, 6209 15133
- Mátyás király nyéki vadászkastélyának romjai     Budapest II.     Hűvösvölgyi út 78 15206
- Mátyás király vadaskertjének falai     Budapest II.     Glück Frigyes út 15184
- Nyék középkori templomának romja     Budapest II.     Fekete István u 11 15202
- Premontrei templom és kolostor romjai     Budapest XIII. Margitsziget Hrsz: 23800/2 15746
- Prépostsági templom maradványai     Budapest III. Fő tér 1, 6 15248
- Római és középkori falmaradványok     Budapest III. Hrsz: 23113/7 16085
- Római tábor maradványai     Budapest XI. Hunyadi János út 15594
- Szent Lázár-templom romjai     Budapest I. Bugát Pál u 1 15111
- Szent Mihály-kápolna romjai     Budapest V. Március 15 tér 15398
- Szent Miklós domonkos kolostor és templom maradványa     Budapest I.     Hess András tér 1-2 15036
- Szent Péter templom romjai     Budapest II.     Csalogány u 7-9-11 15172
- Templomrom     Budapest II.  Gercsepuszta 15216

### Várak, kastélyok, tornyok
- Citadella (XI. ker.)
- Csősztorony (X. ker.)
- Halászbástya (I. ker.)
- István-torony (budai vár) (I. ker.)
- New York-palota (VII. ker.)
- Sacelláry-kastély (XXII. ker.)
- Törley-kastély (XXII. ker.)
- Vajdahunyad vára (XIV. ker.)

### Villák
- Óra-villa (XII. ker.)

### Fürdők, szállodák
- Astoria Szálló (V. ker.)
- Király gyógyfürdő (I. ker.)
- Rác gyógyfürdő (I. ker.)
- Rudas gyógyfürdő (I. ker.)
- Széchenyi gyógyfürdő (XIV. ker.)

### Szórakoztató, oktató létesítmények
- A Fővárosi Állat- és Növénykert épületei (XIV. ker.)

### Hidak, közlekedési és ipari műemlékek
- Budai Váralagút
- Globus Konzervgyár (X. ker.)
- Keleti pályaudvar (VIII. ker.)
- Margit híd
- Margit-szigeti víztorony
- Millenniumi Földalatti Vasút (V.–VI.–XIV. ker.)
- Nyugati pályaudvar (VI. ker.)
- Selyemgombolyító (III. ker.)
- Szabadság híd (IX.–XI. ker.)
- Széchenyi lánchíd (I.–V. ker.)
- Újpesti víztorony (IV. ker.)

### Temetők, sírhelyek
- Gül Baba türbéje (II. ker.)
- Fiumei úti Sírkert (VIII. ker.)
- Törley-mauzóleum (XXII. ker.)

### Köztéri szobrok, emlékművek
- Batthyány-örökmécses (V. ker.)
- Millenniumi emlékmű (XIV. ker.)
- Nereidák kútja (V. ker.)
- Petőfi-szobor (V. ker.)
- Szabadság-szobor (XI. ker.)
- Szentháromság-szobor (I. ker.)